# گوستاف سودرشتروم
گوستاف سودرشتروم (انگلیسی: Gustaf Söderström; ۲۵ نوامبر ۱۸۶۵ – ۱۲ نوامبر ۱۹۵۸) ورزشکار طناب‌کشی و پرتاب‌گر دیسک و وزنه اهل سوئد بود.